# Lourdoueix-Saint-Pierre
 Lourdoueix-Saint-Pierre  es una comuna (municipio) de Francia, en la región de Lemosín, departamento de Creuse, en el distrito de Guéret, en el cantón.de Bonnat.
Su población en el censo de 1999 era de 923 habitantes. 
Está integrada en la Communauté de communes des Deux Vallées.

## Demografía
| 1327 | 1425 | 1266 | 1100 | 1034 | 923 |
| Para los censos de 1962 a 1999 la población legal corresponde a la población sin duplicidades (Fuente: INSEE [Consultar]) |      |      |      |      |     |